# Корбу (Теслуй, Олт)
Корбу (рум. Corbu) — село у повіті Олт в Румунії. Входить до складу комуни Теслуй.
Село розташоване на відстані 134 км на захід від Бухареста, 13 км на північ від Слатіни, 53 км на північний схід від Крайови.

## Населення
За даними перепису населення 2002 року у селі проживали 169 осіб, усі — румуни. Усі жителі села рідною мовою назвали румунську.